# 1463

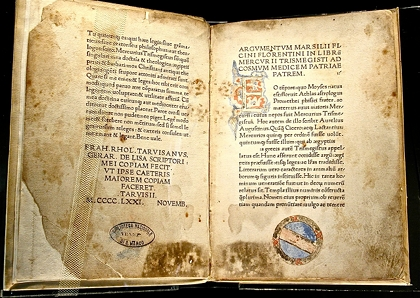
Corpus Hermeticum, eerste druk (voltooid 1463, gedrukt 1471)

Het jaar 1463 is het 63e jaar in de 15e eeuw volgens de christelijke jaartelling.

## Gebeurtenissen
- 13 juni - Stadsbrand van 's-Hertogenbosch: Ruim 4000 huizen gaan verloren. Om herhaling te voorkomen, worden rieten daken in de stad verboden.
- 11 oktober - Slag bij Aalsum: Jancko Douwema wint door een plotselinge uitval tegen de Donias in de Donia-oorlog.
- 12 oktober - Vrede van Zeilsheim: Einde van de Mainzer Stichtoorlog. Diether van Isenburg geeft zijn claims op het aartsbisdom Mainz op en erkent Adolf II van Nassau-Wiesbaden-Idstein.
- 28 december - Adolf van Egmont huwt Catharina van Bourbon.
- Slag bij Tsjichori: Bagrat verslaat George VIII van Georgië en vormt in West-Georgië het onafhankelijke rijk Imeretië.
- Mehmet II van het Ottomaanse Rijk verovert Bosnië en doodt de laatste koning Stefanus Tomašević.
- Begin van de Ottomaans-Venetiaanse oorlog.
- Vrede van Praag: Einde van de Zuid-Duitse Vorstenoorlog. Lodewijk de Rijke ziet af van zijn veroveringen.
- De hoofdstad van Ayutthaya wordt verplaatst naar Phitsanulok.
- Pommeren-Wolgast wordt verdeeld: Wartislaw X krijgt Pommeren-Barth en Rügen, en Erik II krijgt het restant van Pommeren-Wolgast, maar moet gebied in Pommeren-Stolp afgeven aan Otto III van Stettin.
- Marsilio Ficino voltooit de vertaling van het Corpus Hermeticum in het Latijn.
- Schagen krijgt het recht op het houden van een veemarkt.
- Stichting van het Groendijkklooster in Sneek. (jaartal bij benadering)

## Kunst

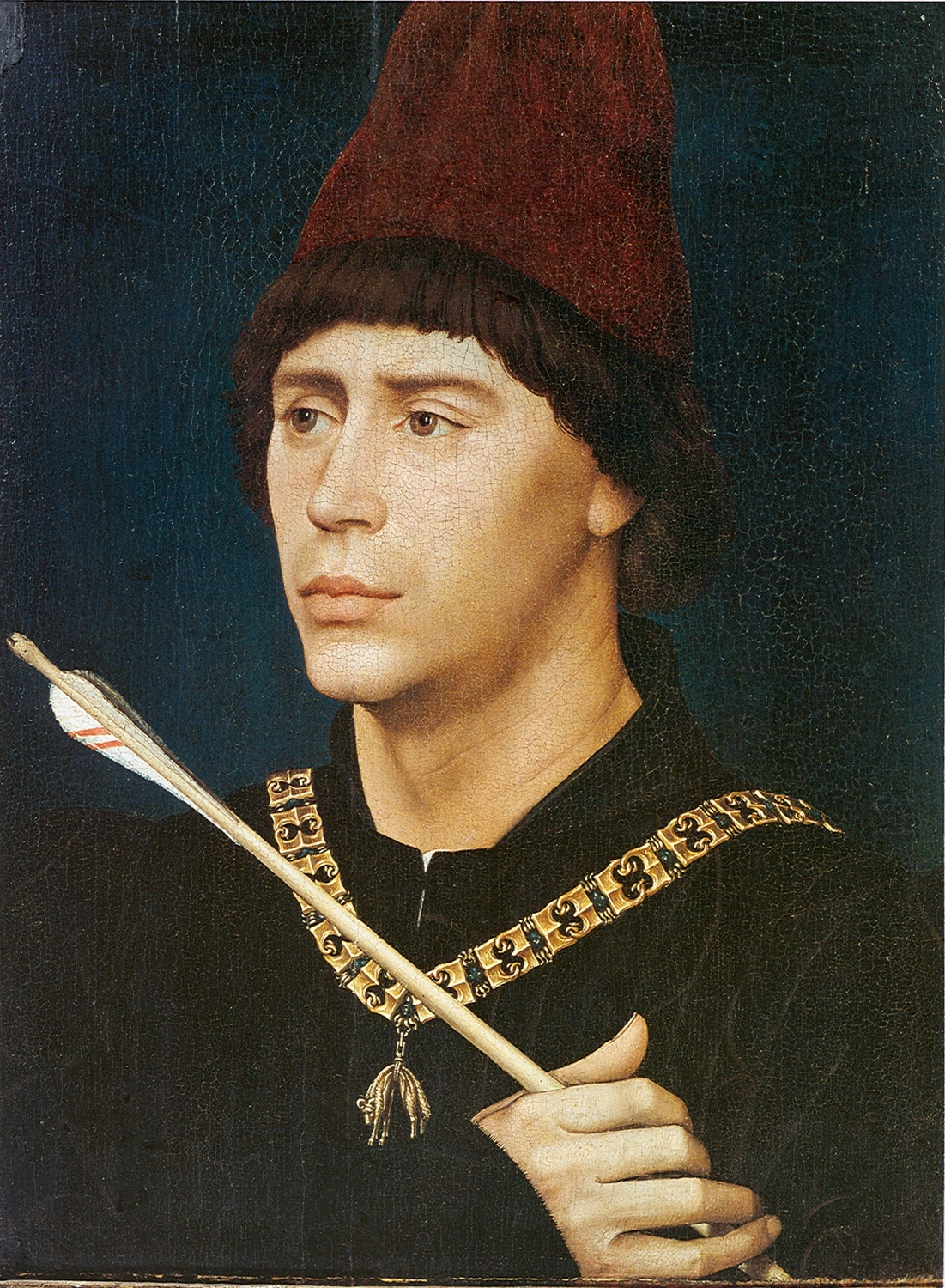
Rogier van der Weyden: Portret van Anton van Bourgondië

## Opvolging
- Bologna - Sante I Bentivoglio opgevolgd door Giovanni II Bentivoglio
- aartsbisdom Bremen - Gerard van Hoya opgevolgd door Hendrik XXVII van Schwarzburg
- Brunswijk-Göttingen - Otto II opgevolgd door Willem I van Brunswijk-Wolfenbüttel
- patriarch van Constantinopel - Gennadius II Scholarius opgevolgd door Sofronius I Syropoulos
- Keulen (verkiezing 30 maart) - Diederik II van Moers opgevolgd door Ruprecht van de Palts
- Leuchtenberg - Leopold opgevolgd door zijn zoons Frederik V en Lodewijk
- Naxos - Guglielmo II Crispo opgevolgd door Francesco II Crispo, op zijn beurt opgevolgd door Giacomo III Crispo
- Orange en Arlay - Lodewijk II van Chalon-Arlay opgevolgd door zijn zoon Willem van Chalon-Arlay
- Paderborn - Diederik III van Moers opgevolgd door Simon III van Lippe
- Saksen-Lauenburg - Bernhard II opgevolgd door zijn zoon Johan V
- Sicilië (onderkoning) - Juan de Moncayo opgevolgd door Bernardo de Requesens

## Afbeeldingen

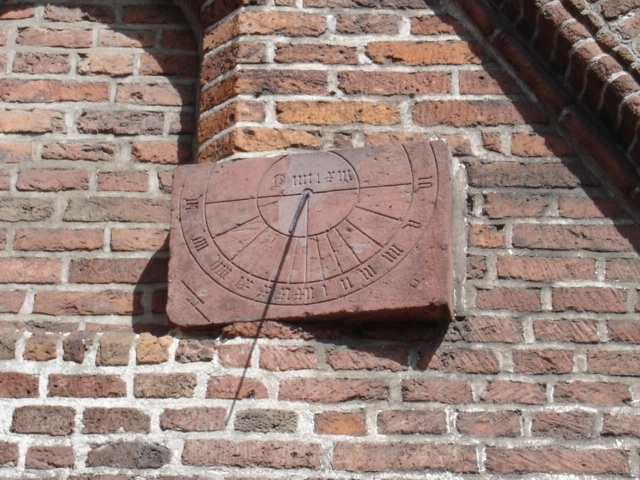
zonnewijzer van de Jacobikerk in de stad Utrecht

## Geboren
- 17 januari - Antoine Duprat, Frans kardinaal en staatsman
- 17 januari - Frederik III, keurvorst van Saksen (1486-1525)
- 24 februari - Giovanni Pico della Mirandola, Italiaans humanist
- 15 mei - Margaretha van Hanau-Lichtenberg, Duits edelvrouw
- 24 juni - Hendrik I van Brunswijk-Wolfenbüttel, Duits edelman
- Jan Latalski, Pools aartsbisschop
- Margaretha van Lotharingen, Frans edelvrouw
- Ludwig I van Löwenstein, Duits edelman
- Catherina Sforza, Milanees edelvrouw (jaartal bij benadering)

## Overleden
- 9 januari - William Neville (~57), Engels edelman
- 6 februari - Otto II van Brunswijk-Göttingen (~42), Duits edelman
- 9 maart - Catharina van Bologna (49), Italiaans kloosterzuster
- 24 maart - Prospero Colonna (~52), Italiaans kardinaal
- 16 juli - Bernhard II, hertog van Saksen-Lauenburg
- 23 september - Giovanni di Cosimo de' Medici (42), Italiaans edelman
- 6 oktober - Frederik de Vette (~40), markgraaf van Brandenburg
- 30 oktober - Maria van Bourgondië (~70), Bourgondisch edelvrouw
- 12 november - Didacus (~63), Castiliaans kloosterbroeder
- 18 november - Johan IV (26), hertog van Beieren-München
- 29 november - Maria van Anjou (59), echtgenote van Karel VII van Frankrijk
- 1 december - Maria van Egmont-Gelre, echtgenote van Jakobus II van Schotland
- 2 december - Albrecht VI (44), aartshertog van Oostenrijk
- 3 december - Lodewijk II van Chalon-Arlay (~80), prins van Orange
- Guglielmo II Crispo, hertog van Naxos
- Francesco II Crispo, hertog van Naxos
- Lodrö Chökyong (~74), Tibetaans geestelijke
- Gillis van Damme (~63),  Zuid-Nederlands cisterciënzermonnik
- David Megas Komnenos (keizer) (~55), keizer van Trebizonde (1459-1461)
- Jakob Kaschauer (~63), Oostenrijks schilder en beeldhouwer
- Stefanus Tomašević, koning van Bosnië (1461-1463)
- François Villon, Frans dichter (jaartal bij benadering)

## Trivia
- De film If I Were King speelt in Parijs in 1463